# Harry Tisch

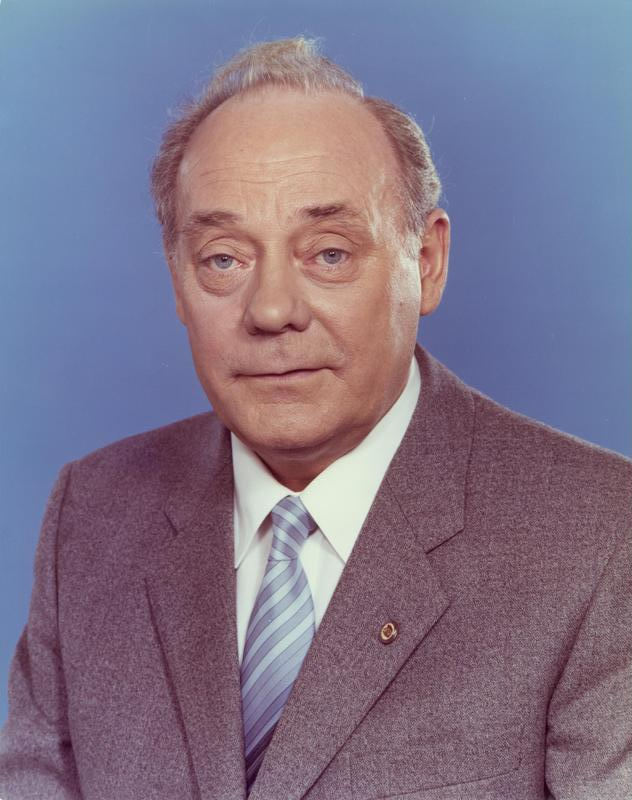
Harry Tisch (1983)

Harry Tisch (Heinrichswalde, 28 maart 1927 – Berlijn, 18 juni 1995) was een Oost-Duits politicus (SED) en was gedurende 1975-1989 voorzitter van de Oost-Duitse eenheidsvakbond FDGB (Freier Deutscher Gewerkschaftsbund).
Tisch was van 1944 tot 1945 militair bij de Wehrmacht. In 1945 geraakte hij in Britse krijgsgevangenschap. Na zijn vrijlating werkte hij als slotenmaker en sloot hij zich aan bij de SED, de FDJ en de FDGB. Na het bezoeken van een partijschool (1948-1949) vervulde hij diverse functies binnen de FDGB. Van 1952 tot 1953 was hij FDGB Bezirk-voorzitter van Rostock. Van 1950 tot 1952 zat hij in de Landdag van Mecklenburg-Voor-Pommeren. Vanaf 1959 was hij secretaris van de SED Bezirksleiding van Rostock en tot 1961 voorzitter van het Bezirk Rostock. 
Van 1963 tot 1989 was hij lid van de Volkskammer.
In 1963 werd Tisch lid van het Centraal Comité van de SED en in 1975 lid van het Politbureau (na enige tijd kandidaatslid te zijn geweest). In 1975 volgde hij Herbert Warnke op als voorzitter van de FDGB en werd hij lid van de Staatsraad. In november 1989 werd Tisch afgezet als voorzitter van de FDGB en in december werd hij uit het Centraal Comité gezet en werd hij als lid van de SED afgezet. Hij werd daarna gevangengezet. In 1991 werd Tisch tot 18 maanden veroordeeld.
In 1995 werd Tisch aangeklaagd wegens zijn betrokkenheid - in zijn hoedanigheid als Politbureau-lid -  bij het "doodschieten van burgers bij de Berlijnse Muur en binnen de Duitse landsgrenzen". Tisch overleed echter voordat het proces begon.
- Bibliothèque nationale de France: cb14467582w (data)
- Gemeinsame Normdatei: 118923838
- International Standard Name Identifier: 0000 0000 5517 4236
- Library of Congress Control Number: n87940285
- Nationale Bibliotheek van Polen: a0000002606182
- Système universitaire de documentation: 177991518
- Virtual International Authority File: 37140726
- WorldCat: E39PBJqQxpJM6GQ8j3HQJ6CG73